# Margarida de Inglaterra
Margarida de Inglaterra (Windsor, 29 de setembro de 1240 – Cupar, 26 de fevereiro de 1275) foi a primeira esposa do rei Alexandre III e rainha consorte do Reino da Escócia de 1251 até sua morte.

## Biografia
Margarida era a segunda filha do rei Henrique III de Inglaterra e sua esposa Leonor da Provença. Sua primeira aparição nos registros históricos foi aos três anos de idade. Ela se casou aos onze anos, em 26 de dezembro de 1251 na Catedral de Iorque, com o rei Alexandre III da Escócia, que tinha apenas dez anos. Os dois tiveram três filhos: Margarida, Alexandre e David.
Margarida não era feliz na Escócia e criou tensões com a Inglaterra ao escrever para sua família dizendo que era mal tratada. Afirma-se que ela foi responsável pela morte de um jovem cortesão, que alega-se ter matado seu tio Simão de Montfort, 6.° Conde de Leicester. Enquanto caminhavam pelo Rio Tay, ela se irritou com o homem e o empurrou brincando para o rio, porém ele foi puxado pela correnteza antes de alguém ajudá-lo.
Ela morreu em 26 de fevereiro de 1275 no Castelo de Cupar, sendo enterrada na Abadia de Dunfermline.